# Второй шанс (телесериал)
«Второ́й шанс» (англ. Second Chance) — американский научно-фантастический криминальный телесериал, созданный Рэндом Рэвичем. Шоу вдохновлено «Франкенштейном» Мэри Шелли. Премьера шоу состоялась 13 января 2016 года на телеканале Fox (первый эпизод стал доступен онлайн 25 декабря 2015 года). 12 мая 2016 года сериал был официально закрыт.

## Сюжет
В сериале рассказывается о Джимми Притчарде, 75-летнем морально разложившемся отставном шерифе округа Кинг, Вашингтон, который был опозорен и вынужден уйти в отставку. После того, как он был убит в доме сына при попытке ограбления, Причард вернулся к жизни в улучшенном теле молодого человека благодаря гениальным миллиардерам-техникам, близнецам Отто и Мэри Гудвинам. Несмотря на воскрешение и шанс заново прожить жизнь и найти новую цель, ошибки, которые привели к краху его карьеры, продолжают преследовать Притчарда.

## В ролях

### Основной состав
- Роберт Казински — Джимми Притчард
- Дилшад Вадсария — Мэри Гудвин, сестра-близнец Отто и соосновательница «Зазеркалья»
- Адхир Кальян — Отто Гудвин, брат-близнец Мэри и сооснователь «Зазеркалья»
- Сиэра Браво — Грейс Притчард, внучка Джимми
- Тим Дикей — Дювал Притчарда, сын Джимми и отец Грейс, агент ФБР
- Ванесса Ленгиз — Алекса, ассистентка Мэри

### Приглашённые актёры
- Филип Бейкер Холл — старый Джимми Притчард
- Аманда Детмер — Хелен, дочь Джимми и сестра Дюваля
- Скотт Менвиль — Артур (голос), компьютер Гудвинов
- Род Халлетт — Харт Уоткинс
- Адан Канто — Коннор Графф
- Диана Банг — Эмма Пэн

## Список эпизодов
| №  | Название                                              | Режиссёр               | Автор сценария                | Дата премьеры   | Произв. код | Зрители в США (млн) |
| -- | ----------------------------------------------------- | ---------------------- | ----------------------------- | --------------- | ----------- | ------------------- |
| 1  | «Suitable Donor»                                      | Майкл Куэста           | Рэнд Рэвич                    | 13 января 2016  | 1AYF01      | 4.71                |
| 2  | «One More Notch»                                      | Тимоти Басфилд         | Рэнд Рэвич                    | 20 января 2016  | 1AYF02      | 3.75                |
| 3  | «From Darkness, the Sun»                              | Адам Кэйн              | Дональд Тодд                  | 29 января 2016  | 1AYF03      | 2.15                |
| 4  | «Admissions»                                          | Брэд Тёрнер            | Гвендолин М. Паркер           | 5 февраля 2016  | 1AYF04      | 2.20                |
| 5  | «Scratch That Glitch»                                 | Феликс Энрикез Алькала | Ричард Хатем                  | 12 февраля 2016 | 1AYF05      | 2.13                |
| 6  | «Palimpsest»                                          | Сара Пиа Андерсон      | Эллисон Миллер                | 19 февраля 2016 | 1AYF06      | 1.98                |
| 7  | «That Time in the Car»                                | Джон Скотт             | Фар Шариат                    | 26 февраля 2016 | 1AYF07      | 1.78                |
| 8  | «May Old Acquaintance Be Forgot»                      | Дженнифер Линч         | Габриэль Льянас               | 4 марта 2016    | 1AYF08      | 2.15                |
| 9  | «When You Have to Go There, They Have to Take You In» | Кейт Дэннис            | Рэнд Рэвич                    | 11 марта 2016   | 1AYF09      | 1.88                |
| 10 | «Geworfenheit»                                        | Пол А. Эдвардс         | Эллисон Миллер и Ричард Хатем | 18 марта 2016   | 1AYF10      | 1.91                |
| 11 | «Gelassenheit»                                        | Брэд Тёрнер            | Рэнд Рэвич и Говард Гордон    | 25 марта 2016   | 1AYF11      | 2.09                |

## Производство
Шоу стало последним заказанным сериалом телеканалом Fox сезона 8 мая 2015 года; в то время шоу носило название «Код Франкенштейна». В августе сериал сменил имя на «Зазеркалье», и наконец в ноябре шоу получило окончательное название — «Второй шанс». В октябре 2015 года заказ серий был сокращён до одиннадцати эпизодов.

## Отзывы критиков
Шоу было встречено оценками от критиков ниже-среднего. На Metacritic сериал имеет рейтинг 47 баллов из ста, что основано на 18-ти отзывах. На Rotten Tomatoes он держит 30% „свежести“ на основе 27-ми обзоров со средним рейтингом 4,2/10. Заключение критиков гласит: «„Второй шанс“ может похвастаться несколькими интересными идеями и актёрской игрой Роберта Казински, однако в конечном счёте у сериала нет особенности, что делает его ещё одной посредственной интерпретацией мифа о Франкенштейне».